# 246789 Pattinson
246789 Pattinson è un asteroide della fascia principale. Scoperto nel 2009, presenta un'orbita caratterizzata da un semiasse maggiore pari a 2,4244085 UA e da un'eccentricità di 0,1784739, inclinata di 4,43247° rispetto all'eclittica.